# Pem格式
Privacy-Enhanced Mail (PEM)是存储、传输密钥、公开密钥证书和其他数据的文件格式的業界標準。
1985年PSRG (Privacy and Security Research Group)提出Privacy Enhanced Mail，但未被广泛采纳。经过PGP和S/MIME的补充，这种文本编码流行起来，并在1993年被IETF形成RFC，即RFC 7468 （页面存档备份，存于）。

## 格式
许多加密标准使用ASN.1定义数据结构，使用DER串行化这些数据结构。 由于DER产生的是二进制格式数据，在许多系统（如电子邮件）中传输不便，所以需要使用ASCII表示DER格式的数据，即PEM格式。
PEM格式采用了Base64编码。此外，PEM还定义了一行作为头部，一行作为尾部：
```
-----BEGIN
加上一个标签加上
-----

-----END
加上一个标签加上
-----
```

标签确定了被编码的信息的类型，可以是：CERTIFICATE, CERTIFICATE REQUEST, PRIVATE KEY或X509 CRL.
PEM数据的文件扩展名常为：".pem"、".cer"、".crt"、".key"。 PEM格式并不管二进制数据的格式和用途，因此PEM文件可以包括“几乎任何基于base64编码的包夹在BEGIN和END头尾行之间的数据”。
PEM文件可以包含多段数据实例。
```
-----BEGIN CERTIFICATE-----

[服務器憑證的Base64編碼數據]

-----END CERTIFICATE-----

-----BEGIN CERTIFICATE-----

[第一個中間憑證的Base64編碼數據]

-----END CERTIFICATE-----

-----BEGIN CERTIFICATE-----

[第二個中間憑證的Base64編碼數據]

-----END CERTIFICATE-----

...
 
[可能還有更多中間憑證]

-----BEGIN CERTIFICATE-----

[根憑證的Base64編碼數據]

-----END CERTIFICATE-----

```